# Шмиттер, Филипп
Фили́пп Шми́ттер (англ. Philippe C. Schmitter; род. 19 ноября 1936, Вашингтон) — американский политолог.

## Биография
Изучал историю испаноязычного мира в университете Мехико и политические науки в Женевском университете. Защитил диссертацию по политической истории Бразилии в середине XX века (1968, Беркли). В 1967—1982 годах преподавал в Чикагском университете, затем в Европейском университете во Флоренции, а в 1986—1996 годах также в Стэнфорде.

## Работы
Ранние работы Шмиттера касались, в основном, проблем региональной и межрегиональной экономической интеграции. Однако его научные интересы быстро сместились в область исследования авторитарных режимов и возможности их эволюции в сторону более демократического устройства.
Наибольшее значение имеет совместная работа Шмиттера и Гильермо О’Доннелла «Стадии выхода из авторитарного правления: Осторожные заключения о сомнительных демократиях» (англ. Transitions from authoritarian rule: tentative conclusions about uncertain democracies; Балтимор, 1986), от которой берут начало дальнейшие статьи Шмиттера и соавторов о формах перехода от авторитаризма к демократии в странах Латинской Америки, Южной и Восточной Европы.
С этим же кругом проблем связаны работы Шмиттера о корпоративизме в разных его формах, подытоженные в двухтомнике «Неокорпоративизм» (исп. Neocorporativismo; Мехико, 1992). Перспективам развития европейской демократии посвящена книга Шмиттера «Как демократизировать Европейский Союз… и зачем?» (итал. Come democrtizzare l'Unione Europea... e perché; Болонья, 2000)